# IC 3155
IC 3155 est une petite galaxie lenticulaire située dans la constellation de la Vierge. Sa vitesse par rapport au fond diffus cosmologique est de 2 587 ± 24 km/s, ce qui correspond à une distance de Hubble de 38,2 ± 2,7 Mpc (∼125 millions d'al). Elle a été découverte par l'astronome allemand Auguste Voigt en 1865.
IC 3155 présente une large raie HI.

## Groupe de NGC 4261 et de NGC 4235
Selon un article publié en 2006 par Chandreyee Sengupta et Ramesh Balasubramanyam, IC 3155 est une galaxie brillante dans le domaine des rayons X et elle fait partie du groupe de NGC 4261 qui comprend au moins 27 autres galaxies brillantes également dans le domaine des rayons X. On trouve parmi ses membres les galaxies NGC 4180, NGC 4197, NGC 4215, NGC 4223, NGC 4233, NGC 4255, NGC 4261, NGC 4269, NGC 4287, NGC 4287, NGC 4292 et UGC 7411.
IC 3155 fait partie d'un autre groupe mentionné dans un article publié par A.M. Garcia en 1993, le groupe de NGC 4235. Ce groupe de galaxies 28 membres. NGC 4269 et NGC 4292 font aussi partie de ce groupe. Plusieurs des galaxies de ce groupe font aussi partie du groupe de M60, vaste groupe de 227 galaxies décrit par Abraham Mahtessian dans un article publié en 1998. En fait, IC 3155, NGC 4277 et NGC 4287 du groupe de Sengupta, sont les trois seules galaxies des catalogues NGC et IC à ne pas figurer dans le groupe de M60. Ces trois galaxies ainsi que toutes les galaxies du groupe de NGC 4261 sont cependant des membres de l'amas de la Vierge.